# Lucien Lévy-Bruhl
Lucien Lévy-Bruhl (París, 10 d'abril de 1857 - 13 de març de 1939) va ser un sociòleg i antropòleg francès.
Els seus estudis sociològics sobre la mentalitat dels pobles considerats primitius han exercit una gran influència sobre la cultura occidental contemporània, si bé moltes de les seves tesis es discuteixen avui. Les seves idees s'han d'inserir al context del colonialisme i la visió de la superioritat europea que se sostenia des de les nacions colonitzadores per justificar el colonialisme com un procés civilitzador. Aquestes teories sobre el primitivisme també es van fer servir per explicar que les dones eren éssers inferiors.
Seguint les idees del sociòleg francès Émile Durkheim (1859-1959), considerà la moral com la ciència dels costums, basada en regles de conducta que, en un determinat context social, apareixen com objectives i necessàries, com si fossin lleis naturals.

## Obres principals
- Les funcions mentals de les societats inferiors (1910).
- La mentalitat primitiva (1922).
- El sobrenatural i la naturalesa de la mentalitat primitiva (1931).
- La mitologia primitiva (1935).
- L'experiència mística i els símbols dels primitius (1938).
- Revisió filosòfica (1949); escrits arreplegats i publicats després de la seua mort.